# قانون یانته

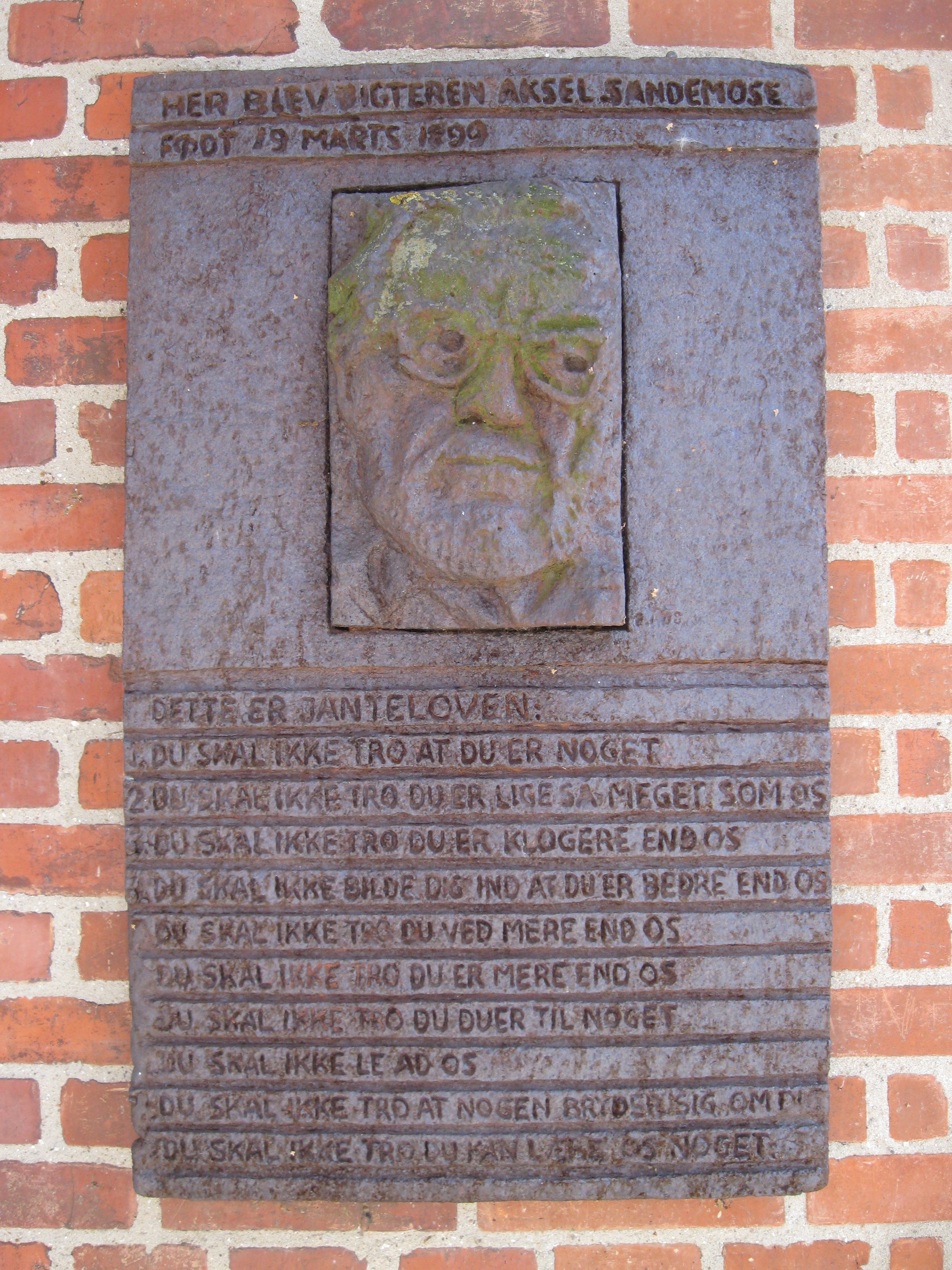
لوح یادبود آکسل ساندموسه در زادگاهش در نیکوبینگ مورس و ذکر ۱۰ قانون یانته در آن

قانون یانته Law of Jante الگویی از رفتار گروهی نسبت به افراد در جوامع اسکاندیناوی را توصیف می‌کند که منتقد دستاوردها و موفقیت‌های فردی است و آن‌ها را ناچیز و نامناسب می‌داند. این مفهوم را آکسل ساندموسه نویسندهٔ دانمارکی-نروژی در رمانی با نام En flyktning krysser sitt spor (یک فراری از روی رد پای خود عبور می‌کند) در سال ۱۹۳۳ ابداع کرد.
در سوئد و سایر کشورهای نوردیک از این اصطلاح برای بیان نگرش خوارکننده‌شان نسبت به فردگرایی و موفقیت فردی استفاده می‌کنند. این اصطلاح مبین ذهنیتی است که تلاش فردی را نامهم جلوه می‌دهد و تمام توجهش را به تلاش جمعی معطوف می‌دارد.

## ده قانون
- نباید فکر کنی شخص خاصی هستی.
- نباید فکر کنی به اندازهٔ ما خوب هستی.
- نباید فکر کنی از ما باهوش‌تر هستی.
- نباید تصور کنی که از ما بهتر هستی.
- نباید فکر کنی که بیشتر از ما می‌دانی.
- نباید فکر کنی که مهم‌تر از ماهستی.
- نباید فکر کنی که در همه‌ی امور مهارت داری.
- نباید به ما بخندی.
- نباید فکر کنی کسی به تو اهمیت می‌دهد.
- نباید فکر کنی می‌توانی هر چیزی به ما یاد بدهی.